# 8903 Paulcruikshank
8903 Paulcruikshank este un asteroid din centura principală de asteroizi.

## Descriere
8903 Paulcruikshank este un asteroid din centura principală de asteroizi. A fost descoperit pe 26 octombrie 1995 la Nachi-Katsuura de Yoshisada Shimizu și Takeshi Urata. Asteroidul prezintă o orbită caracterizată de o semiaxă mare de 2,60 ua, o excentricitate de 0,16 și o înclinație de 13,2° în raport cu ecliptica.